# Kubok Rossii 2015-2016
La Coppa di Russia 2015-2016 (in russo Кубок России?, Kubok Rossii) è stata la 24ª edizione della coppa nazionale del calcio russo. Il torneo è iniziato il 15 luglio 2015 ed è terminato il 2 maggio 2016. Lo Zenit San Pietroburgo è la squadra vincitrice del trofeo.

## Squadre partecipanti
Al torneo partecipano 97 squadre provenienti dai primi quattro livelli del campionato russo di calcio:
- 16 squadre appartenenti alla Prem'er-Liga;
- 18 squadre appartenenti alla PFN Ligi;
- 57 squadre appartenenti alla Pervenstvo Professional'noj Futbol'noj Ligi;
- 6 squadre appartenenti alla Terza Divisione.

Non partecipano al torneo le squadre riserva.

## Primo turno

### Zona Ovest
| Squadra 1              | Risultato                | Squadra 2              |
| ---------------------- | ------------------------ | ---------------------- |
| 15 luglio 2015         |                          |                        |
| Solaris                | 0 – 1                    | Torpedo Vladimir       |
| 16 luglio 2015         |                          |                        |
| Karelija Petrozavodsk  | 0 – 0 (dts) (3-2 d.t.r.) | Dinamo San Pietroburgo |
| Zvezda San Pietroburgo | 1 – 2                    | Pskov-747              |
| Tekstilščik Ivanovo    | 2 - 2 (dts) (1-4 d.t.r.) | Volga Tver'            |
| Dinamo Kostroma        | 0 – 2                    | Spartak Kostroma       |
| Strogino Mosca         | 0 – 0 (dts) (7-8 d.t.r.) | Domodedovo             |
| Znamja Truda           | 1 – 3                    | Dolgoprudnyj           |
| Chimki                 | 2 – 0                    | Kolomna                |

### Zona Centro
| Squadra 1        | Risultato                | Squadra 2      |
| ---------------- | ------------------------ | -------------- |
| 15 luglio 2015   |                          |                |
| Čertanovo        | 4 – 0                    | Kaluga         |
| 16 luglio 2015   |                          |                |
| Zenit Penza      | 0 – 2                    | Tambov         |
| Lokomotiv Liski  | 0 – 0 (dts) (3-2 d.t.r.) | Energomaš      |
| Avangard Kursk   | 2 – 0                    | Orël           |
| Dinamo Brjansk   | 2 – 0                    | Dnepr Smolensk |
| Vitjaz' Podol'sk | 0 – 1                    | Torpedo Mosca  |

### Zona Sud
| Squadra 1           | Risultato | Squadra 2            |
| ------------------- | --------- | -------------------- |
| 15 luglio 2015      |           |                      |
| Družba Majkop       | 1 – 2     | Biolog-Novokubansk   |
| MITOS Novočerkassk  | 3 – 4     | SKA Rostov           |
| Angušt Nazran'      | 3 – 1     | Mašuk-KMV Pjatigorsk |
| Alanija Vladikavkaz | 0 – 1     | Dinamo Stavropol'    |

### Zona Urali-Volga
| Squadra 1      | Risultato | Squadra 2  |
| -------------- | --------- | ---------- |
| 16 luglio 2015 |           |            |
| Metallurg Asha | 1 – 2     | Čeljabinsk |

### Zona Est
Per la Zona Est non è prevista nessuna partita al primo turno.

## Secondo turno

### Zona Ovest
| Squadra 1        | Risultato | Squadra 2             |
| ---------------- | --------- | --------------------- |
| 24 luglio 2015   |           |                       |
| Pskov-747        | 2 – 0     | Karelija Petrozavodsk |
| Volga Tver'      | 1 – 0     | Spartak Kostroma      |
| Torpedo Vladimir | 1 – 2     | Domodedovo            |
| 31 luglio 2015   |           |                       |
| Dolgoprudnyj     | 1 – 5     | Chimki                |

### Zona Centro
| Squadra 1        | Risultato                | Squadra 2       |
| ---------------- | ------------------------ | --------------- |
| 24 luglio 2015   |                          |                 |
| Tambov           | 2 – 0                    | Zvezda Rjazan'  |
| Avangard Kursk   | 0 – 3                    | Lokomotiv Liski |
| Torpedo Mosca    | 0 – 0 (dts) (2-3 d.t.r.) | Dinamo Brjansk  |
| Metallurg Lipeck | 5 – 1                    | Čertanovo       |

### Zona Sud
| Squadra 1          | Risultato                | Squadra 2               |
| ------------------ | ------------------------ | ----------------------- |
| 24 luglio 2015     |                          |                         |
| Afips Afipskij     | 1 – 0                    | Černomorec Novorossijsk |
| Spartak-Nal'čik    | 2 – 2 (dts) (8-7 d.t.r.) | Angušt Nazran'          |
| Biolog-Novokubansk | 0 – 1                    | SKA Rostov              |
| Dinamo Stavropol'  | 0 – 0 (dts) (5-4 d.t.r.) | Astrachan'              |

### Zona Urali-Volga
| Squadra 1         | Risultato                | Squadra 2        |
| ----------------- | ------------------------ | ---------------- |
| 24 luglio 2015    |                          |                  |
| Neftechimik       | 2 – 1                    | Volga Ul'janovsk |
| Zenit Iževsk      | 1 – 0                    | Dinamo Kirov     |
| Shakhtar Peshelan | 1 – 1 (dts) (4-3 d.t.r.) | Volga-Olimpiec   |
| Syzran'-2003      | 0 – 1 (dts)              | Lada-Togliatti   |
| Čeljabinsk        | 0 – 1                    | Nosta Novotroick |

### Zona Est
| Squadra 1                | Risultato   | Squadra 2        |
| ------------------------ | ----------- | ---------------- |
| 26 luglio 2015           |             |                  |
| Belogorsk                | 1 – 0       | Jakutija Jakutsk |
| Irtyš Omsk               | 1 – 2 (dts) | Dinamo Barnaul   |
| Restavracija Krasnojarsk | 1 – 2       | Novokuzneck      |

## Terzo turno

### Zona Ovest
| Squadra 1     | Risultato                | Squadra 2 |
| ------------- | ------------------------ | --------- |
| 8 agosto 2015 |                          |           |
| Volga Tver'   | 1 – 1 (dts) (4-3 d.t.r.) | Pskov-747 |
| Domodedovo    | 1 – 1 (dts) (6-7 d.t.r.) | Chimki    |

### Zona Centro
| Squadra 1       | Risultato | Squadra 2        |
| --------------- | --------- | ---------------- |
| 7 agosto 2015   |           |                  |
| Lokomotiv Liski | 1 – 3     | Tambov           |
| Dinamo Brjansk  | 0 – 1     | Metallurg Lipeck |

### Zona Sud
| Squadra 1         | Risultato | Squadra 2       |
| ----------------- | --------- | --------------- |
| 8 agosto 2015     |           |                 |
| Afips Afipskij    | 0 – 3     | SKA Rostov      |
| Dinamo Stavropol' | 0 – 3     | Spartak-Nal'čik |

### Zona Urali-Volga
| Squadra 1        | Risultato | Squadra 2         |
| ---------------- | --------- | ----------------- |
| 7 agosto 2015    |           |                   |
| Zenit Iževsk     | 3 – 1     | Neftechimik       |
| Chimik Dzeržinsk | 0 – 1     | Shakhtar Peshelan |
| Lada-Togliatti   | 0 – 2     | Nosta Novotroick  |

### Zona Est
| Squadra 1      | Risultato                | Squadra 2   |
| -------------- | ------------------------ | ----------- |
| 6 agosto 2015  |                          |             |
| Smena K.N.A.   | 0 – 2                    | Sachalin    |
| Belogorsk      | 1 – 1 (dts) (4-1 d.t.r.) | Čita        |
| Dinamo Barnaul | 4 – 1                    | Novokuzneck |

### Spareggi
| Squadra 1      | Risultato | Squadra 2       |
| -------------- | --------- | --------------- |
| 14 agosto 2015 |           |                 |
| Dinamo Brjansk | 0 – 1     | Lokomotiv Liski |
| 15 agosto 2015 |           |                 |
| Pskov-747      | 2 – 1     | Domodedovo      |

## Quarto turno
| Squadra 1         | Risultato                | Squadra 2             |
| ----------------- | ------------------------ | --------------------- |
| 26 agosto 2015    |                          |                       |
| Volga Tver'       | 1 – 0                    | Baltika               |
| Lokomotiv Liski   | 3 – 1                    | Fakel Voronež         |
| Tambov            | 1 – 0                    | Arsenal Tula          |
| Spartak-Nal'čik   | 2 – 2 (dts) (5-4 d.t.r.) | Volgar' Astrachan'    |
| Zenit Iževsk      | 3 – 0                    | KAMAZ                 |
| Sokol Saratov     | 1 – 0                    | Gazovik Orenburg      |
| Nosta Novotroick  | 2 – 1 (dts)              | Sibir'                |
| Dinamo Barnaul    | 1 – 3                    | Enisej                |
| Sachalin          | 1 – 0                    | Luč-Ėnergija          |
| 27 agosto 2015    |                          |                       |
| Pskov-747         | 0 – 1                    | Tosno                 |
| Metallurg Lipeck  | 0 – 2                    | Volga Nižnij Novgorod |
| SKA Rostov        | 0 – 2                    | Torpedo Armavir       |
| Chimki            | 3 – 0                    | Tjumen'               |
| Bajkal Irkutsk    | 3 – 2                    | Tom' Tomsk            |
| Belogorsk         | 0 – 4                    | SKA-Ėnergija          |
| 11 settembre 2015 |                          |                       |
| Shakhtar Peshelan | 2 – 3 (dts)              | Šinnik                |

## Sedicesimi di finale
| Squadra 1             | Risultato   | Squadra 2              |
| --------------------- | ----------- | ---------------------- |
| 23 settembre 2015     |             |                        |
| Volga Tver'           | 0 – 3 (dts) | Zenit San Pietroburgo  |
| Volga Nižnij Novgorod | 0 – 7       | Spartak Mosca          |
| Šinnik                | 1 – 2       | Kuban'                 |
| Tambov                | 2 – 3       | Kryl'ja Sovetov Samara |
| Torpedo Armavir       | 0 – 1       | Lokomotiv Mosca        |
| Sokol Saratov         | 2 – 4       | Anži                   |
| Nosta Novotroick      | 0 – 2       | Terek Groznyj          |
| Bajkal Irkutsk        | 1 – 2 (dts) | CSKA Mosca             |
| Sachalin              | 0 – 4       | Ufa                    |
| 24 settembre 2015     |             |                        |
| Tosno                 | 1 – 0 (dts) | Rostov                 |
| Lokomotiv Liski       | 0 – 2       | Dinamo Mosca           |
| Spartak-Nal'čik       | 0 – 2       | Amkar Perm'            |
| Zenit Iževsk          | 0 – 1       | Krasnodar              |
| Chimki                | 1 – 0       | Mordovija              |
| Enisej                | 1 – 2       | Ural                   |
| SKA-Ėnergija          | 2 – 0       | Rubin                  |

## Ottavi di finale
| Squadra 1              | Risultato    | Squadra 2     |
| ---------------------- | ------------ | ------------- |
| 28 ottobre 2015        |              |               |
| CSKA Mosca             | 2 - 1        | Ural          |
| Zenit San Pietroburgo  | 5 - 0        | Tosno         |
| Ufa                    | 1 - 0        | SKA-Ėnergija  |
| Kuban'                 | 1 - 0        | Spartak Mosca |
| Terek Groznyj          | 2 - 1 d.t.s. | Chimki        |
| 29 ottobre 2015        |              |               |
| Kryl'ja Sovetov Samara | 0 - 1        | Dinamo Mosca  |
| Lokomotiv Mosca        | 0 - 1        | Amkar Perm'   |
| Krasnodar              | 3 - 1        | Anži          |

## Quarti di finale
| Squadra 1             | Risultato   | Squadra 2     |
| --------------------- | ----------- | ------------- |
| 28 febbraio 2016      |             |               |
| Zenit San Pietroburgo | 1 - 0 (dts) | Kuban'        |
| 1º marzo 2016         |             |               |
| Ufa                   | 0 - 2       | CSKA Mosca    |
| Krasnodar             | 1 - 0 (dts) | Terek Groznyj |
| 2 marzo 2016          |             |               |
| Amkar Perm'           | 3 - 1       | Dinamo Mosca  |

## Semifinali
| Squadra 1      | Risultato          | Squadra 2             |
| -------------- | ------------------ | --------------------- |
| 20 aprile 2016 |                    |                       |
| Amkar Perm'    | 1 - 1 (3-4 d.t.r.) | Zenit San Pietroburgo |
| CSKA Mosca     | 3 - 1              | Krasnodar             |

## Finale
| Arbitro: | Aleksandr Egorov |

|             |           |                                                     |
| Olanare 36’ | Marcatori | 34’ (rig.), 63’ (rig.) Hulk 55’ Kokorin 70’ Jusupov |